# Teodor Graur
Teodor Graur (n. 1 martie 1953, Pogăceaua, România) este un artist vizual român.

## Date biografice
În 1976 a absolvit Institutul de Arte Plastice „Nicolae Grigorescu” din București.
În 1994 a creat împreună cu Olimpiu Bandalac grupul Euroartist București, care a activat până în 1996. A contribuit la revistele de artă contemporană românească Arta și Artelier. Cataloage de autor: “Star – Made in Romania” și “The Unknown”, (1999).

## Participări la Bienale importante
- Bienala Internațională de Artă de la Sao Paulo, în cadrul Proiectului „Meta”, de Călin Dan (1994);
- Bienala Internațională de Artă de la Istanbul (1995)[4];
- Bienala Internațională de Artă de la Veneția cu instalația „La Nave Romania” (1997)[5];
- Bienala Internațională de Artă de la Veneția în cadrul Proiectului „Context”, de Alexandru Patatics (2001).

## Expoziții personale după 2000 - selecție
- “Walk” (fotografie), Galeria Nouă, București, 2002;
- “T. G. – Lucrări din anii 80 & 90 din colecția autorului”, HT003 *Gallery, București, 2004;
- “Camera uitată” (instalație), HT003 Gallery, București, 2005;
- “Made in East Europe” (instalație), Galeria Fabs, Varșovia, 2006;
- “Persona” (instalație), Galeria Nouă, București, 2006;
- “Remodern”, Galeria Anticariat Curtea veche, București, 2010[6];
- Balcanian XXI, Muzeul Țăranului Român, București, curator Erwin Kessler, 2011.

## Expoziții colective după 2000 - selecție
- “Transitionland”, Muzeul Național de Artă, București, 2000;
- “In Search of Balkania”, Neue Galerie, Graz, 2002 (curatori: Roger Connover, Eda Cufer, Peter Weibel);
- “Blood & Honey – Future’s In the Balkans”, Sammlung Essl, Vienna, 2003, (curator: Harald Szeemann);
- “Towers of Babel”, art action, The State Museum, Meinz, 2003 (curator: Gunter Minas);
- “Shake the Limits”, București, 2004, (curator: Maria Rus Bojan);
- “Opening M.N.A.C.”, București, 2004. (curator: Ruxandra Balaci);
- “ViennaFair”, 2006, 2007, participare, cu Galeria Nouă;
- Performance în spectacolul cu piesa *“Pupilija, Papa Pupilo And the Pupilceks” (Teatrul Maska, Liublijana, regia: Janez Jansa), București, CND, 2008;
- 2009-2010 Expoziție itinerantă „...de porc”, Centrul Național al Dansului București, Muzeul de Artă, Cluj-Napoca, curator Erwin Kessler.[7]

## Premii
- Premiul Uniunii Artiștilor Plastici din România (2000, 2006);
- Premiul Uniunii Artiștilor Plastici din România pentru activitatea de manager al Galeriei "HT003 Gallery" (2007).

## Lucrări în colecții
- Muzeul Național de Artă Contemporană, București;
- Muzeul Ludwig, Budapesta;
- Colecția Essl, Viena;
- Galerie Nächst St. Stephan, Viena;
- K + K Hotel Elisabeta, București.

## Aprecieri
| “ | Relația cu mitul, explicită, ca sursă a comentariului și referinței și ca țintă a “dedoxificării”, se află în centrul programului creației lui Teodor Graur. Denunț critic și complicitate, ironie și dependență recunoscută, luciditate și nostalgie, asigură complexitatea, densitatea și surpriza unei opere ce se situează în centrul clivajului dintre determinismele culturii noastre contemporane. Observator atent, și distanțat, prin cultură, de realitatea dramatică, gravă și comică, de iminența prezentului, de presiunea culturii, T. G. practică o ironie instalată pe mai multe planuri, declanșată prin punctele de lectură simultan divergente. O ironie care evită retoricul, căci ea lovește mai ales în eșafodajul oricărui retorism și a oricărui dogmatism. Cel mai relevant aspect al creației lui este modul de funcționare al relației cu mitul. Nu este suficient să remarcăm că, în acest fel, se așază în centrul esteticii postmodernismului, așa cum de altfel o face și prin modul în care recunoaște în artă o dimensiune a politicului, o instanță a strategiei de dezafectare a sistemelor manipulării. Relația sa cu mitul se consumă însă din nou, ca implicare și comentariu, asumat prin practica parodică, și ca o contextualizare mai complexă, în care gestul însuși – parodierea, ca o nouă instanță a mitizării, actuală, este demascat în resorturile sale. Miturile originarității, ale excelenței istorice și transistorice ale etnogenezei, miturile opresiunii politice (ale instaurării ei), și miturile opoziției precare, ale rezistenței retrospective, ale complezenței – schițează fundalul unui destin personal, cu miturile și demitizările lui. Muzeul personal constituie axul unui demers ce se construiește din episoade efemere (inaugurat în expoziția de la Simeza în 1990) ca o declarată coborâre din estetic în derizoriul cotidian, mai mult chiar, ca o opțiune ostentativă pentru derizoriu și inestetic (inestetizabil, antimit), adiționează urmele precare ale asumării, ipostazierii în diversele posturi ale unui destin istoric autohton, ale unei relații ironice cu arta și cu metodologiile ei, mitizante și demitizante în aceeași măsură. Dar muzeul însuși este unul dintre miturile pe care strategiile culturii actuale l-au condamnat la desuetudine. Oricât de precar este instrumentul anamnezic, tema conservării semnalează o nevoie de autodesemnare și definiție, nevoia de a contura o prezență, capabilă să personalizeze, să facă să semnifice într-un mod coerent și specific, fragmentele banale (definitoriu banale), excentrice,conformiste sau șocante ale realității atinse de experiența artistului. …Originalitatea, mit la fel de vulnerabil ca oricare dintre comandamentele culturale, devine ea însăși ținta parodiei. Selecția elementelor discursului, a setului de semnale, de forme și de segmente de realitate, se face în baza participării lor la stereotipurile lumii actuale. A lumii actuale, ca globalitate omogenizantă tocmai prin stereotipurile culturale, a lumii zonale, ce-și eșafodează identitatea pe stereotipurile unei verticalități, cu momentele ei impozante, monumentele ca istorie, și poezia sa, cu eroismul său concret și legendar. Aceste generoase oferte referențiale, pretabile la parodie, selectate în măsura predispoziției lor, spre ironie, sunt traversate, reactualizate, prin participare directă. T. G. este actantul propriilor puneri în scenă, de la practica performanței sportive, ca mod de afirmare și de integrare socială, la parcursul eroicomicei poeme a Eroului din Carpați. Ironia vizează conținutul prim al obiectului, al istoriei invocate, avatarul lor istoric, și procedeul însuși al strategiei postmoderne, ca aproprierea. T. G. abordează mitul navigatorului (politic) din cele două perspective complementare, la fel de perdante. Perspectiva emigrantului (clandestin), cu precara sa recuzită, comprimând sumarul său destin, și cel al “navigatorului sedentar”, liber de istorie, de presiunea nostalgiilor geografice, de exigențele progresului (liber). “Hrană pentru artă / Artă pentru hrană” oferă sloganul ultimei triumfale abdicări de la libertatea declarată, ca expresie socială, recognoscibilă. Arta acceptă termenii ecuației societății de consum. Libertatea sa este aceea de a deveni monedă de schimb, într-un sistem de valori imediat convertibile. Odată prefigurate aceste instanțe ale decadenței mitului libertății, artistul liber de chiar acest mit, se expune, cu ironie, practicându-l. Undeva, dincolo de imediatul dezafectării lor, miturile concretizează un spațiu al refacerii, al permanenței. Exercițiul lucidității artistului, eșafodajul său strălucit, discursul său plin de neprevăzut, bazat pe fațetele inedite ale previzibilului, depinde, în fond, de soliditatea și bogăția acestui spațiu, mereu deschis și mereu inaccesibil, indestructibil, al mitului. Iar parodia, este, mai mult decât instanță a devalorizării, o formă proaspătă, percutantă, de reiterare. În ultimă instanță, T. G. este un artist care optează pentru estetica dominantă a momentului, contradictorie, conflictuală, estetică a postmodernismului, distanțându-se ironic de ea. Atent cu tot acest “aparat critic” de actualitate, se situează în ea, ca singure perspective ce activează și justifică dimensiunea trecutului ca flux cultural, denunțându-i actualității, germenele deja sesizabil, active, al propriei deveniri spre trecut. | ” |

 Alexandra Titu - “Românii sunt navigatori sedentari” (T. G.)
| “ | Modernismul este facțiunea ideologică și stilistică victorioasă în ultima sută de ani. Toți trăim modern. Chiar și propovăduitorii întoarcerii la vechile valori stau în zgârie-nori și navighează pe internet. Fie că se referă la liberalism, știință, comunicare, progres, urbanism, design, tehnologie, sau la confort, modă, sport, divertisment, consumism, criticism, umor și hedonism, modernismul, sub toate aspectele sale, trasează frontierele modului de viață actual. Cu idealurile și utopiile sale, cu produsele și ambițiile sale progresiste, cu vocația sa definitorie pentru dinamism și noutate, modernismul ne ține captivi în cușca invizibilă a unei libertăți nețărmurite, care ne face să trecem cu vederea reversul medaliei, haosul, discriminarea, criza, manipularea, demagogia, obscurantismul, violența, regresiunea, autoritarismul, mereu prezente în corpul unei civilizații ce-și continuă mersul triumfal. Distanța dintre utopie, dintre idealurile modernismului și realitatea distopică a vieții moderne, coliziunea dintre obsesia noului și oboseala noutății alimentează opera “marelui reciclator” Teodor Graur. Această distanță este imperceptibilă atunci când așezi ultimul model de televizor cu plasmă într-un duplex proaspăt inaugurat. Dar ce se întâmplă oare atunci când așezi în același duplex un televizor care a fost ieri sau alaltăieri ultimul model? Sau unul care a fost ultimul model acum 50 de ani? și acela încorpora o identică aspirație spre noutatea absolută, cu tehnologia sa de vârf (acum revolută), cu formele sale plăcute (acum penibile), cu utilitatea și cu idealitatea lui (acum hilare), ridicate ca o flamură a progresului (devenit acum gunoi). Ciocnirea dintre progresul frumos de azi și progresul frumos de ieri produce un frison al conștiinței în obiectele dubitative, sardonic bricolate de Teodor Graur. El re-prezintă modernismul ca pe o natură moartă, îmbinând abil ambiții cu handicapuri, propensiuni, diversiuni și regresiuni, tocmai pentru a aduce în prim plan retorica învechită a noului, mania inovației, a informației, a plăcerii și a confortului, care desenează atât idealurile cât și patologia modernismului. Pentru Teodor Graur, modernismul este o temă gen “vanitas”. Obiectele sale, produse prin descoperirea unei naturi secrete în aparența de contra-natură a îmbinării lor, au acel aspect de alegorie ultima al monumentelor funerare. Reciclator maxim, Teodor Graur este totodată artistul care îmbălsămează fastuos modernismul. Devenit mumie, modernismul spune astfel mai mult despre vanitatea și caracterul tranzitoriu al noului, despre convingerea facilă dar mereu emoționantă că lucrul (cel mai) nou poate să rămână, să reziste, să transcendă efemerul abundenței și consumului fără limite. Remodern este o odă funebră fluierată cu zâmbetul pe buze. Teodor Graur reșapează modernismul pentru a-i scoate la iveală luciul șters, uzura ideilor și a formelor, dar și grandoarea proaspăt fanată a ambițiilor lui la ora actuală, când consumul a devenit cheia și măsura progresului. Pe undeva melancolic, nostalgic, Remodern face să transpară precaritatea și caducitatea inovației, a formelor și ideilor frumoase, moderniste, tocmai prin conservarea lor cu o dragoste rece, sarcastică, aplicată, intransigentă și pe alocuri perfidă, precum aceea a lui Teodor Graur. | ” |

Erwin Kessler - Teodor Graur “Lucru nou”